# Pont antic de Jorba
El Pont antic de Jorba és una obra de Jorba (Anoia) inclosa a l'Inventari del Patrimoni Arquitectònic de Catalunya.

## Descripció
És un pont format per dos arcs de la mateixa mida i forma que medeixen 3'25 m de radi i que tenen una alçada, sobre el nivell de la riera, de 6'58 m. Són integrats per pilars quadrats. S'hi ha trobat dues pedres amb les dates de 1787 i 1789. A la part de dalt el pont forma barana als dos costats.

## Història
Va ésser fet en època de Carles III, tal com consta a les pedres trobades formant part de l'estructura del pont, però es desconeix el projectista i l'any en concret. Hi passava el camí Ral de Barcelona a Lleida.